# Preston Burpo
Preston Burpo (ur. 26 września 1972 w Bethesda, Maryland) – amerykański piłkarz, grający na pozycji bramkarza. Karierę zakończył w klubie New England Revolution. W MLS rozegrał 57 spotkań.
Od 2016 roku pełni funkcję trenera bramkarzy w drużynie New York Red Bulls.